# Crystal Lake (Contea di Barron, Wisconsin)
Crystal Lake è un comune degli Stati Uniti, situato in Wisconsin, nella Contea di Barron.